# Vogelwarte

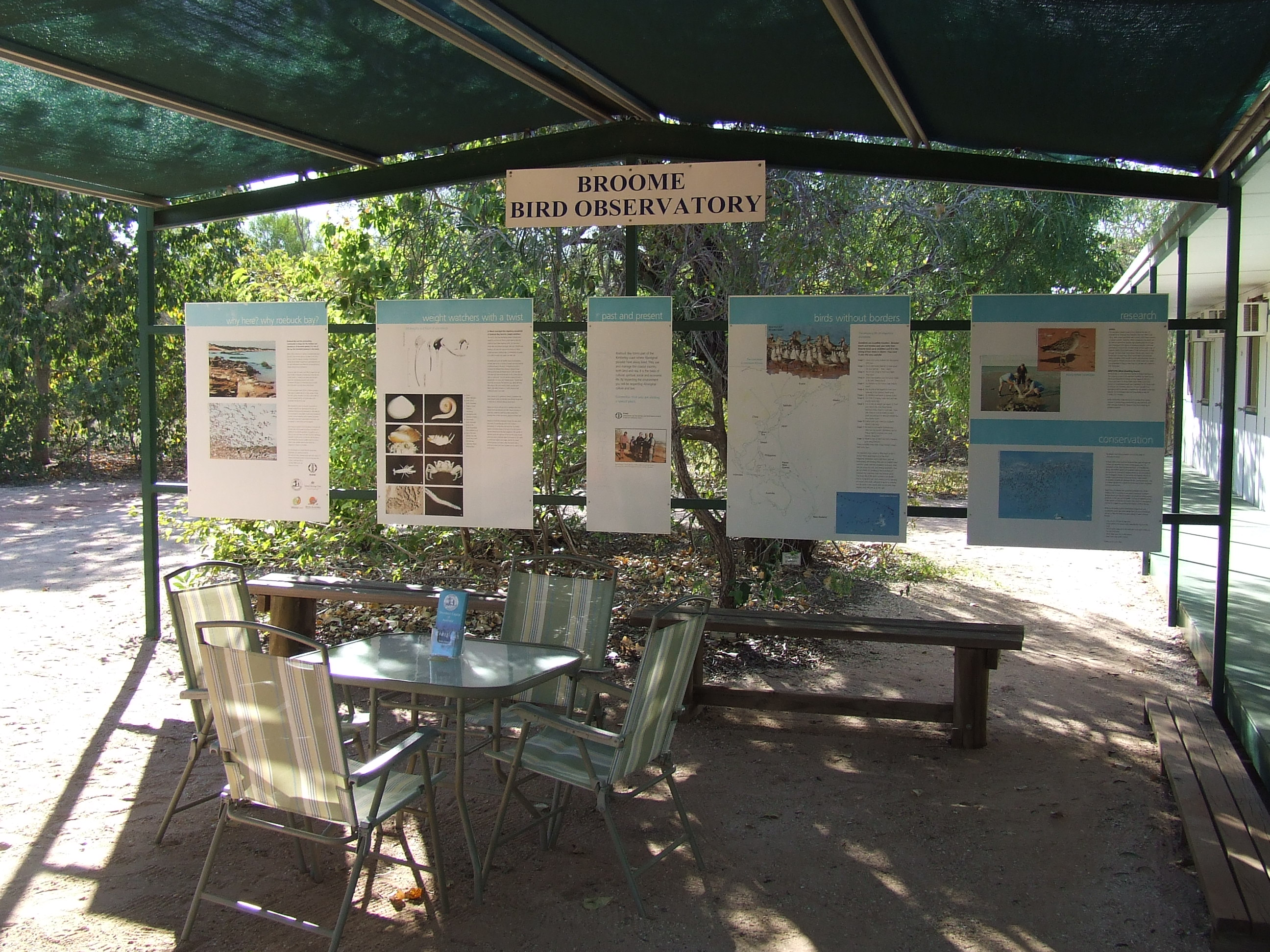
Broome Bird Observatory im Australien.

Unter einer Vogelwarte oder einer Vogelschutzwarte versteht man eine staatliche oder private Einrichtung zum Schutz und zur Überwachung des Wildvogelbestandes. Die Vogelwarten sind unter anderem für die Beringung zuständig. 

## Geschichte
Die Bezeichnung „Vogelwarte“ stammt von dem Maler und Ornithologen Heinrich Gätke, der im Frühjahr 1891 sein Buch „Die Vogelwarte Helgoland“ veröffentlichte, in dem er seine jahrzehntelangen Beobachtungen auf der Insel zusammenfasste. Die tatsächliche Gründung der späteren Institution Vogelwarte Helgoland erfolgte allerdings erst 1910 unter dem ersten Direktor Hugo Weigold. Damit ist Helgoland nicht die älteste Vogelwarte. Voran ging die Gründung der Vogelwarte Rossitten im Jahr 1903 (später verlegt nach Radolfzell) durch Johannes Thienemann. Die Vogelschutzstation in Seebach (Wartburgkreis), gegründet durch Hans Freiherr von Berlepsch im Jahr 1900, die zeitlich noch etwas vorausging, führte damals noch nicht die Bezeichnung Vogelwarte. 1936 kamen  die Vogelwarte Hiddensee, gegründet als Ornithologische Abteilung der Biologischen Forschungsanstalt Hiddensee, und Seebach hinzu, die per Erlass zur Vogelwarte aufgewertet wurden.

## Vogelschutzwarten
- In Deutschland:

- Vogelwarte Hiddensee
- Vogelwarte Radolfzell (Die heutige Vogelwarte Radolfzell ist nicht zu verwechseln mit der Süddeutschen Vogelwarte, die von 1928 bis 1938 in Radolfzell existierte. In Radolfzell befindet sich der deutsche Nachfolger der traditionsreichen Vogelwarte Rossitten auf der Kurischen Nehrung, ein russischer am ursprünglichen Ort, heute Rybatschi in der Oblast Kaliningrad.)
- Vogelwarte Helgoland
- Vogelschutzwarte Neschwitz
- Staatliche Vogelschutzwarte Seebach
- Staatliche Vogelschutzwarte Garmisch-Partenkirchen
- Staatliche Vogelschutzwarte Hamburg
- Staatliche Vogelschutzwarte für Hessen, Rheinland-Pfalz und Saarland in Frankfurt am Main
- Vogelschutzwarte Nordrhein-Westfalen. gegründet 1939 in Altenhundem, heute Fachbereich 24 des LANUV in Recklinghausen
- Staatliche Vogelschutzwarte Brandenburg

und die ehemalige
- Vogelwarte Rossitten im heutigen Rybatschi
- Staatliche Vogelschutzwarte Baden-Württemberg, zuletzt in Karlsruhe

- In der Schweiz:

- Schweizerische Vogelwarte Sempach

- In Österreich:

- Neusiedler See

- In Frankreich:

- Observatoire ornithologique de la Durance

- In Litauen:

- Windenburger Eck

- In Norwegen:

- Vogelwarte Revtangen

## Private Vogelwarten
Da der Begriff Vogelwart im 20. Jahrhundert positiv besetzt war, gab es auch Privatpersonen, welche zeitweise private Vogelwarten betrieben. In Gonsenheim betrieb Wilhelm Schuster von 1928 bis 1935 die Vogelwarte Mainzer Becken. 1935 wurde Schuster von der Strafkammer Mainz zu zwei Jahren Zuchthaus wegen Geldsammelaktionen und Verwendung der Bezeichnung Vogelwarte verurteilt. Er musste die zwei Jahre voll absitzen. Er benannte nun die Vogelwarte Mainzer Becken in Vogelforscherwarte Mainzer Becken um.